# Coupe de Slovaquie féminine de volley-ball
La Coupe de Slovaquie de volley-ball féminin est organisée par la Fédération slovaque de volley-ball (Slovenská Volejbalová Federácia, SVF), elle a été créée en 1993.

## Historique
- La coupe de Slovaquie a été créé en 1993, à l'occasion de la dissolution de la Tchécoslovaquie.

## Palmarès
| Année   | Vainqueur                                  | Score                                     | Finaliste                                  |
| ------- | ------------------------------------------ | ----------------------------------------- | ------------------------------------------ |
| 1993    | Slávia UK Bratislava                       |                                           |                                            |
| 1994    | Slávia UK Bratislava                       |                                           | SPASA Žilina                               |
| 1995    | Slávia UK Bratislava                       |                                           | SPASA Žilina                               |
| 1996    | Slávia UK Bratislava                       |                                           | SPASA Žilina                               |
| 1997-02 | compétition non disputée                   | compétition non disputée                  | compétition non disputée                   |
| 2003    | Slávia UK Bratislava                       |                                           | MŠK Žiar nad Hronom                        |
| 2004    | Slávia UK Bratislava                       |                                           | OMS Senica                                 |
| 2005    | Slávia UK SS Bratislava                    |                                           | VK Doprastav Bratislava                    |
| 2006    | Slávia UK SS Bratislava                    |                                           | VTC Pezinok                                |
| 2007    | OMS Senica                                 | 3 - 1 (23-25, 25-18, 25-18, 25-18)        | Slávia UK Bratislava                       |
| 2008    | VK Doprastav Bratislava                    | 3 - 0 (26-24, 25-21, 25-19)               | Slávia UK Kúpele Dudince Bratislava        |
| 2009    | VK Doprastav Bratislava                    | 3 - 1 (19-25, 25-21, 25-9, 25-18)         | Slávia UK Bratislava                       |
| 2010    | Slávia UK Bratislava                       | 3 - 1 (25-19, 24-26, 25-17, 25-18)        | VK Doprastav Bratislava                    |
| 2011    | VK Doprastav Bratislava                    | 3 - 0 (25-19, 25-20, 25-23)               | VK Slávia EU Bratislava                    |
| 2012    | VK Doprastav Bratislava                    | 3 - 1 (25-22, 21-25, 25-19, 25-23)        | VK Slávia EU Bratislava                    |
| 2013    | VK Slávia EU Bratislava                    | 3 - 1 (22-25, 25-17, 25-22, 25-16)        | VK Doprastav Bratislava                    |
| 2014    | VK Doprastav Bratislava                    | 3 - 0 (25-21, 25-16, 29-27)               | VK Slávia EU Bratislava                    |
| 2015    | VK Slávia EU Bratislava                    | 3 - 1 (21-25, 25-7, 25-21, 27-25)         | VK Spišská Nová Ves                        |
| 2016    | VK Slávia EU Bratislava                    | 3 - 1 (25-21, 23-25, 25-12, 25-23)        | KV MŠK OKTAN Kežmarok                      |
| 2017    | VK Slávia EU Bratislava                    | 3 - 0 (25-17, 25-14, 25-15)               | UKF Nitra                                  |
| 2018    | Strabag Volleyball Club FTVŠ UK Bratislava | 3 - 1 (25-20, 25-16, 20-25, 25-22)        | UKF Nitra                                  |
| 2019    | VK Slávia EU Bratislava                    | 3 - 2 (25-22, 25-20, 14-25, 26-28, 15-12) | Strabag Volleyball Club FTVŠ UK Bratislava |
| 2020    | Strabag VC Bilíkova Pezinok                | 3 - 2 (25-17, 23-25, 20-25, 25-21, 15,7)  | VK Slávia EU Bratislava                    |

## Bilan par club
| Club                    | Titres | Ville      | Année                                                                              |
| ----------------------- | ------ | ---------- | ---------------------------------------------------------------------------------- |
| VK Slávia EU Bratislava | 14     | Bratislava | 1993, 1994, 1995, 1996, 2003, 2004, 2005, 2006, 2010, 2013, 2015, 2016, 2017, 2019 |
| VK Doprastav Bratislava | 6      | Bratislava | 2008, 2009, 2011, 2012, 2014, 2018                                                 |
| Volejbal Klub Senica    | 1      | Senica     | 2007                                                                               |
| VTC Pezinok             | 1      | Pezinok    | 2020                                                                               |